# مذبحة مصفاة حيفا
مذبحة مصفى حيفا هي مذبحة حدثت في 30 ديسمبر 1947 حيث قامت مجموعة من عصابة الإرجون التي تصنف على أنها إرهابية بإلقاء قنبلتين يدويتين على تجمع من العمال الفلسطينيين في حيفا راح ضحية هذه المذبحة 6 وجرح 42.

## رد الفعل
كرد فعل على هذا العمل، دخل العمّال الفلسطينيون المجمع وهاجموا العمال اليهود بالأدوات والقطع المعدنية، حيث قتل 39 يهودياً وجرح 49. أكدت مصادر مختلفة بما فيها الوكالة اليهودية نفسها أن عمالاً فلسطينيون ساعدوا زملاءهم اليهود على الاختباء أو الفرار.

## نتائج المذبحة
المذبحة زادت العلاقات السيئة أصلاً بين الفلسطينيين واليهود في المدينة سوءاً. مجموعة الهاجاناه الإرهابية اليهودية أعقبت ذلك بهجمات على قرية حواسة وبلد الشيخ الفلسطينية وتنفيذ مذبحة بلد الشيخ حيث كان يعيش بعض من عمال المصفاة الفلسطينيين. كانت الأوامر مع المهاجمين هي «قتل أكبر عدد من الرجال». حيث أطلقوا النار ونسفوا المنازل قبل أن يقتادوا الرجال ويطلقوا النار عليهم. وفي بعض الحالات قتلت النساء والأطفال أيضاً. تقديرات الهاجاناه لعدد من قتلوهم من الفلسطينيين تراوحت بين 21 و70 في حين قتل عنصرين من مليشيات الهاجاناه.